# Santabárbara
Santabárbara war eine spanische Popgruppe der 1970er Jahre, die aus den Musikern Enrique Milian, Mario Balaguer und Alberto López bestand.

## Biografie
Neben seiner Arbeit in einer Erlangener Maschinenfabrik gründete der Spanier Balaguer 1970 eine Band namens „Fantomas“. Zwei Jahre später wurde er Mitglied der Formation „Capitolo XIII“. Als Backgroundmusiker für Georgie Dann lernte er seine Landsleute Milian und López kennen, mit denen er das Trio Santabárbara bildete, das im Herbst 1973 mit dem Lied Charly auf Platz fünf der deutschen Charts stand. Im Mai 1974 stieg die Single auf Platz 18 in Österreich, im Oktober des Jahres stieg es in die Schweizer Hitparade und erreichte Platz zwei. Trotz zahlreicher weiterer Veröffentlichungen bis ins Jahr 1981 blieb Charly der einzige Hit Santabárbaras.

## Mitglieder
- Enrique Milian (* 1950 in Spanien) – Gesang, Bass
- Mario Balaguer (* 1947 in Spanien; † 1999) – Gitarre, Gesang
- Alberto López (* in Spanien; † 1977) – Schlagzeug

## Diskografie

### Alben
- 1974: Charly – No dejes de sonar
- 1979: Regreso

### Kompilationen
- 1985: Canciones de oro
- 2006: Singles Collection

### Singles
- 1973: Charly
- 1973: Recuerdo mi niñez
- 1974: Adios Amigo
- 1974: Chiquilla
- 1975: Ponte una cinta en el pelo
- 1975: Cariño mio
- 1976: Dónde están tus ojos negros
- 1977: Adios amor
- 1977: Dama triste
- 1979: Regreso junto a ti
- 1980: Las aventuras de Tom Sawyer
- 1980: Caroline
- 1981: Samba Dance